# Hogesnelheidslijn Wuhan-Guangzhou

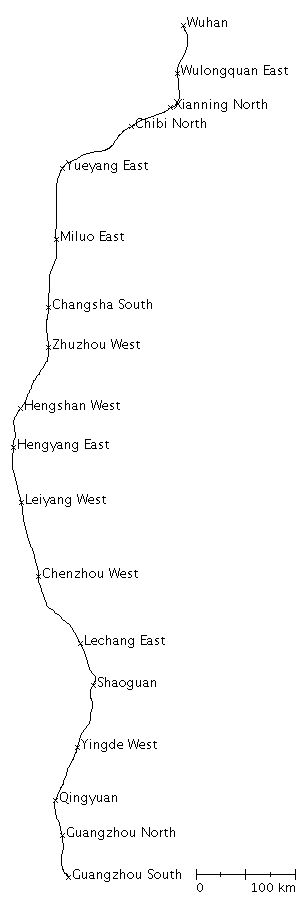
Het traject van de hogesnelheidslijn Wuhan-Guangzhou

De hogesnelheidslijn Wuhan-Guangzhou (Standaardmandarijn: 武广客运专线) is een Chinese hogesnelheidslijn die Wuhan met Guangzhou verbindt. De lijn wordt uitgebaat door China Railway High-speed (CRH), een dochter van China Railways.
De lijn is een sectie van de langere hogesnelheidslijn Peking-Hongkong die Peking (Beijing) met Shenzen en Hongkong verbindt. Het gedeelte Wuhan-Guangzhou heeft een totale lengte van 968 kilometer. Het traject wordt afgelegd in minder dan drie uur. Daarmee werd de lijn in 2009 wereldwijd de hogesnelheidslijn met de hoogste gemiddelde snelheid en was het eveneens het langste hogesnelheidslijntraject. Op de lijn worden maximumsnelheden van 394 kilometer per uur gehaald. De aanleg van de spoorweg begon op 23 juni 2005, de eerste commerciële treinrit vertrok op 26 december 2009.
Omwille van de zware niveauverschillen langs het traject bestaat 65 % van het traject tussen Wuhan en Guangzhou uit bruggen en tunnels. Eind 2012 was ook het aansluitend traject tussen Wuhan en Peking, met een lengte van ongeveer 1100 km afgewerkt.